# Jan Anastáz Opasek
Jan Nepomuk Anastáz II. Opasek, mukly přezdíván Opat chuligán (20. dubna 1913 Vídeň – 24. srpna 1999 klášter Rohr, Bavorsko), byl římskokatolický kněz, básník, teolog a benediktinský mnich, opat, později (po 46 letech) arciopat břevnovského kláštera a duchovní převor českého velkopřevorství Vojenského a špitálního řádu svatého Lazara Jeruzalémského.

## Osobní život
V letech 1919–1932 žil v Kolíně, kde vystudoval gymnázium. Po maturitě vstoupil Jan do benediktinského noviciátu v břevnovském klášteře a přijal řádové jméno Anastáz. Studoval teologii v Praze a Římě. Na kněze byl vysvěcen v roce 1938, v roce 1939 se stal konventuálním převorem břevnovského kláštera. Po druhé světové válce byl vyznamenán řádem za zásluhy v boji proti nacismu. V roce 1947 se stal opatem břevnovského kláštera. V září 1949 byl zatčen a na počátku prosince následujícího roku ve vykonstruovaném monstrprocesu odsouzen na doživotí (amnestován v roce 1960). Záznam přelíčení s Opaskem je zaznamenán v knize Proces proti vatikánským agentům v Československu: biskup Zela a společníci (1950). Autorem muklovské přezdívky je spoluvězeň Josef Petr Ondok.
Po amnestii v roce 1960 pracoval jako dělník na výstavbě pražských sídlišť a bydlel se svou matkou na Břevnově. Po její smrti v roce 1965 se přestěhoval na Malou Stranu do ulice Tržiště. V roce 1967 dostal zaměstnání v paláci Kinských – stal se správcem depozitáře grafických sbírek Národní galerie. V červenci 1968 mu bylo povoleno vykonávat kněžské funkce a krátce působil i jako výpomocný kněz u Pražského jezulátka. Na konci roku 1968 odcestoval nejprve do rodné Vídně a posléze do Rohru v Západním Německu, kde žil do roku 1990. Byl jedním z hlavních organizátorů křesťanského laického sdružení Opus Bonum, které bylo založeno roku 1972. Roku 1978 byl přijat v Bad Krozingenu do Vojenského a špitálního řádu sv. Lazara Jeruzalémského. Byl nositelem církevního velkokříže tohoto řádu a zastával funkci duchovního převora. V prosinci 1989 na dálku jmenoval Prokopa Siostrzonka převorem břevnovského kláštera, aby mu tato funkce na úřadech pomohla při jednání o vrácení kláštera řádu. Během několika měsíců získal řád klášter zpět. Opasek však poté dostal infarkt a byl hospitalizován ve Vídni, Siostrzonek soudí, že se tak mohlo stát právě z velké radosti nad znovuzískáním Břevnova.
Po zotavení se Opasek v Praze znovu ujal úřadu opata. V roce 1991 mu byl udělen Řád Tomáše Garrigua Masaryka. Při povýšení břevnovského opatství na arciopatství v roce 1993 jej papež Jan Pavel II. jmenoval prvním břevnovským arciopatem. Zemřel 24. srpna 1999 při návštěvě sesterského benediktinského kláštera Rohru v Bavorsku, místě svého exilového pobytu. Jeho tělo bylo posmrtně převezeno do vlasti, je pochován na břevnovském hřbitově u sv. Markéty v Praze.

## Opat chuligán
Ke své přezdívce přišel Opasek ve věznici v Leopoldově. Když se zde jednou skupina kněží vrátila z práce, našla na cele veselou karikaturu vězně, ke které bylo připsáno „Opat chuligán“. Jejím autorem byl kněz Petr Ondok. Vzhledem k tomu, že ve skupince byli tři opati (kromě Opaska ještě Bohumil Vít Tajovský a Augustin Machalka), chvíli přemýšleli, koho Ondok nakreslil. „Shodli jsme se, že to může být jedině Anastáz,“ komentoval kresbu Tajovský.

## Citát
| „                      | Anastáz byl vždycky vtipný člověk s řadou velmi osobitých a svérázných názorů... Někdy řekl i košilatý vtip nebo použil silnější výraz. Proto také dostal přezdívku Opat chuligán... Spoluvězni ho měli rádi, i když někteří staromódní kněží, kterým jsme říkali „kožení patroni“, ho nebrali. Obviňovali ho, že je modernista. Jsou lidé, které budou podobné veselé povahy vždycky dráždit. Samozřejmě mu křivdili, protože Opasek byl teologicky velmi pravověrný. | “ |
| — Bohumil Vít Tajovský | |   |

## Dílo

### Básnické sbírky
- Obrazy
- Podvečerní hudba
- Vyprahlá krajina
- Katakomben des Heute
- Erfahrungen
- Život upřen do Středu (soubor sbírek)

### Memoáry
- Anastáz Opasek: Dvanáct zastavení: Vzpomínky opata břevnovského kláštera (k vyd. připravila Marie Jirásková). Torst 1992 (1. a 2. vyd.) a 1997 (3., opr. a dopl. vyd.. -- Praha : Torst, 1997. -- 344 s.)

## Vyznamenání
Řád Tomáše Garrigua Masaryka II. třída, v roce 1991.

## Pomník v Kolíně
U příležitosti opatova 100. výročí narození byl dne 20. dubna 2013 odhalen v Kolíně pomník s bustou Jana Nepomuka Anastáze Opaska od akademického sochaře Stanislava Hanzíka. Byl umístěn v parku J. A. Komenského poblíž budovy někdejšího gymnázia, kde Opasek studoval. Pomník posvětil opat Strahovského kláštera Michael Josef Pojezdný za přítomnosti starosty města Víta Rakušana a občanů Kolína. Pomník se nachází za budovou Komerční banky a. s. na GPS souřadnicích: 50°01′35″ s. š., 15°12′16″ v. d. 
| „                  | JAN NEPOMUK / ANASTÁZ OPASEK / NARODIL SE 20. DUBNA 1913 VE VÍDNI. / V KOLÍNĚ NAD LABEM ŽIL V LETECH 1919 AŽ 1932. / PO MATURITĚ NA KOLÍNSKÉM REÁLNÉM GYMNÁZIU / VSTOUPIL DO BŘEVNOVSKÉ BENEDIKTINSKÉ KOMUNITY. / ŘÁDOVÁ STUDIA ABSOLVOVAL V LETECH 1933 AŽ 1938 V PRAZE A V ŘÍMĚ. / PO KNĚŽSKÉM SVĚCENÍ R. 1938 BYL JMENOVÁN KONVENTUÁLNÍM PŘEVOREM. / ROKU 1947 BYL ZVOLEN ČLENY KONVENTU OPATEM. / V ZÁŘÍ 1949 BYL ZATČEN A NÁSLEDUJÍCÍ ROK ODSOUZEN / ZA VELEZRADU NA DOŽIVOTÍ. / V ROCE 1960 BYL AMNESTOVÁN A POTÉ PRACOVAL V DĚLNICKÝCH PROFESÍCH. / V PROSINCI 1968 ODEŠEL DO ZAHRANIČÍ, ROKU 1969 PROMOVAL / NA LATERÁNSKÉ UNIVERZITĚ V ŘÍMĚ. / V ROCE 1972 INICIOVAL VZNIK SDRUŽENÍ OPUS BONUM / ÚPLNĚ REHABILITOVÁN BYL AŽ ROKU 1990. / TEHDY SE VRÁTIL ZPĚT DO BŘEVNOVA A OBNOVIL KOMUNITU BENEDIKTINŮ. / V ROCE MILÉNIA KLÁŠTERA R. 1993 POVÝŠIL SVATÝ OTEC JAN PAVEL II. / OPATSTVÍ NA ARCIOPATSTVÍ A OPASKA JMENOVAL ARCIOPATEM. / ZEMŘEL 24. SRPNA 1999 PŘI NÁVŠTĚVĚ KLÁŠTERA V BAVORSKÉM ROHRU. / POCHOVÁN JE NA BŘEVNOVSKÉM HŘBITOVĚ. // | “ |
| — Nápis na pomníku | |   |

Pomník v Komenského sadech v Kolíně
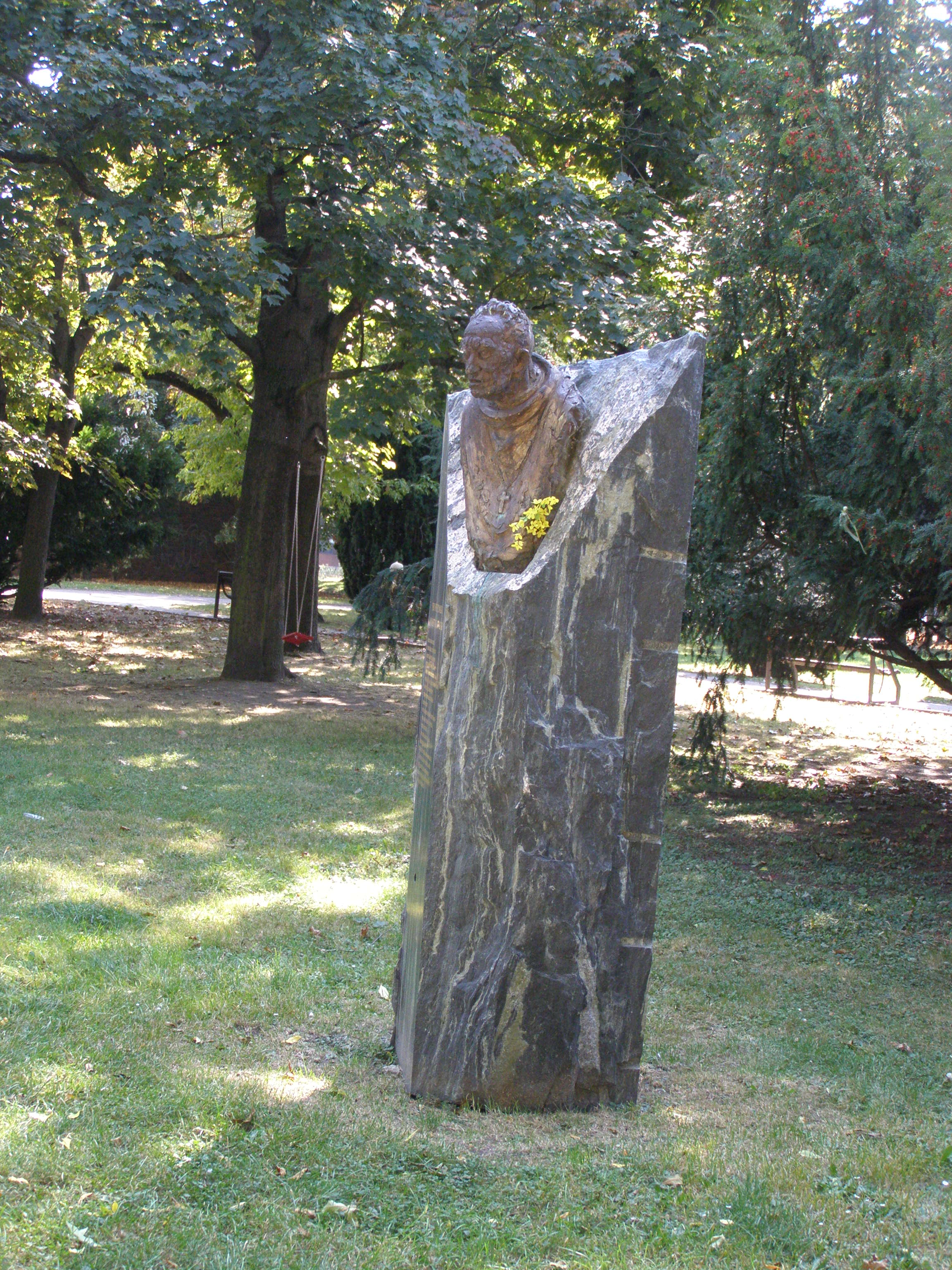
Celkový pohled
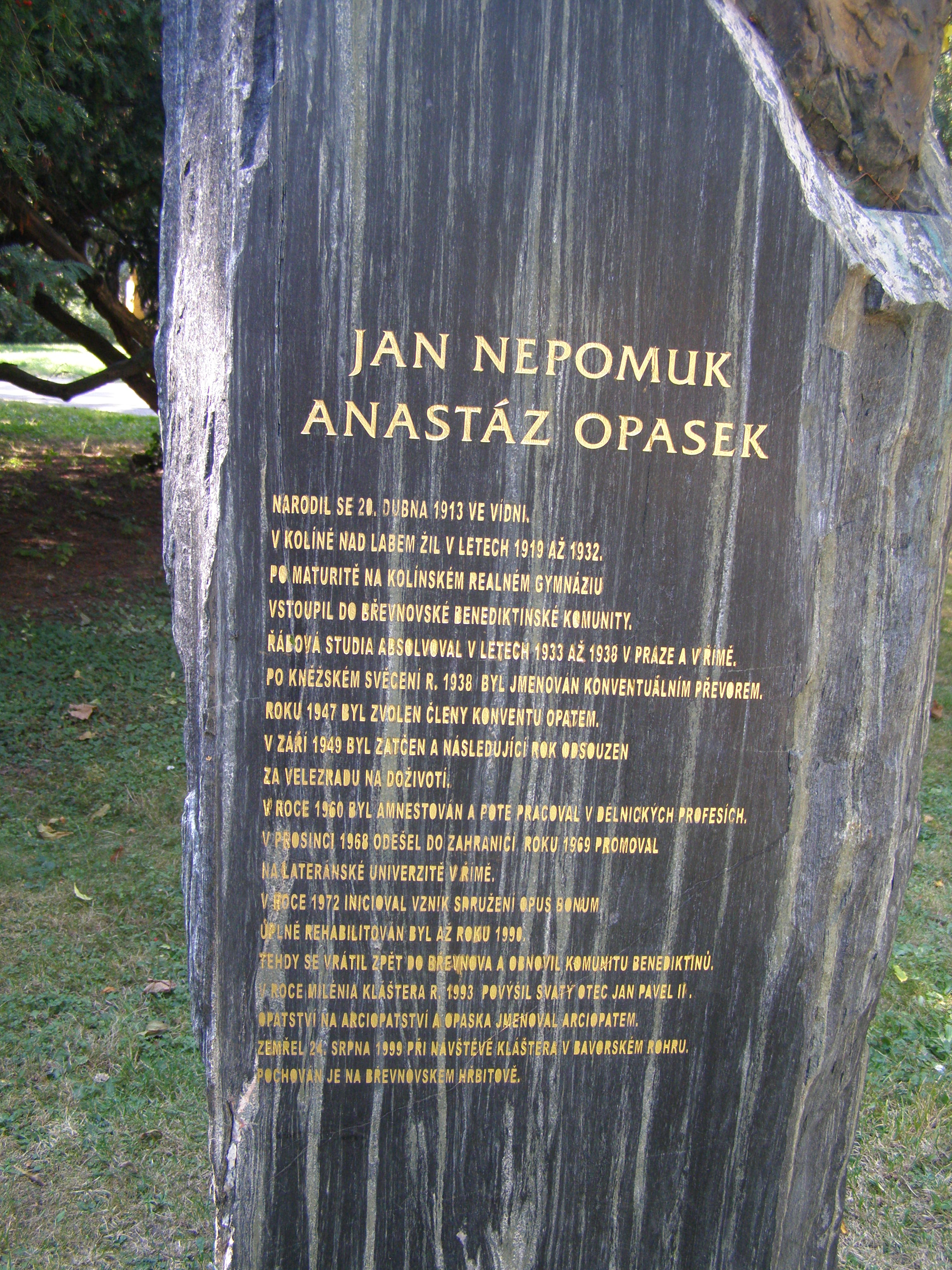
Detail nápisu